# San Jorge (Samar)
San Jorge est une municipalité de la province du Samar, aux Philippines.
Sa population est de 16 340 habitants au recensement de 2010 sur une superficie de 241 km2, subdivisée en 42 barangays.